# 807
El 807 (DCCCVII) fou un any comú començat en divendres del calendari julià.

## Esdeveniments
- Primera moneda de paper a la Xina, antecessora dels bitllets. Els comerciants i els rics han de dipositar els seus diners en efectiu al tresor públic a canvi de bons.[1]

- gener: els romans d'Orient envien una flota a l'Adriàtic per recuperar Dalmàcia als francs.[2]

- setembre: incursió àrab a Rodes. L'emperador romà d'Orient Nicèfor I el Logoteta ret homenatge a Harun ar-Raixid.[3]

- 25 de desembre: incident a Jerusalem entre els monjos de Saint-Sabas i els benedictins del Mont de les Oliveres pel que fa al Filioque desencadena una Baralla teològica entre Roma i Constantinoble.[4]

- Repressió de la revolta mossàrab de Toledo. Els notables de la ciutat, convidats a un banquet a la nova ciutadella construïda pel governador Amrus, van ser massacrats i llençats a una fossa comuna (entre 700 i 5.000 víctimes segons les fonts).[5]

## Necrològiques
- Cuthred, rei de Kent, germà de Coenwulf.